# 五條額斑長沫蟬
五條額斑長沫蟬（学名：Philaenus mushanus）为尖胸沫蟬科長沫蟬屬下的一个种。